# هریت ون اتکون
هریت ون اتکون (انگلیسی: Harriet van Ettekoven؛ زادهٔ ۶ ژانویهٔ ۱۹۶۱) قایقران روئینگ اهل پادشاهی هلند است.